# Idaea rufescens
Idaea rufescens är en fjärilsart som beskrevs av Edward Alfred Cockayne 1952. Idaea rufescens ingår i släktet Idaea och familjen mätare. Inga underarter finns listade i Catalogue of Life.